# Jaroslav Mikloško
Jaroslav Mikloško (* 17. května 1962, Šarišské Michaľany) je bývalý slovenský fotbalista.

## Fotbalová kariéra
Rodák ze Šarišských Michaľan. Hrál za LB Spišská Nová Ves a v československé lize za Lokomotivu Košice. V československé lize nastoupil v 54 utkáních a dal 4 góly.

## Ligová bilance
| Ročník                                   | Zápasy | Góly | Klub              |
| ---------------------------------------- | ------ | ---- | ----------------- |
| 1. československá fotbalová liga 1982/83 | 13     | 1    | Lokomotiva Košice |
| 1. československá fotbalová liga 1983/84 | 11     | 1    | Lokomotiva Košice |
| 1. československá fotbalová liga 1984/85 | 8      | 1    | Lokomotiva Košice |
| 1. československá fotbalová liga 1985/86 | 22     | 1    | Lokomotiva Košice |
| CELKEM                                   | 54     | 4    |                   |